# Kinima Oikologon Perivallontiston
Kinima Oikologon Perivallontiston (Grieks: Κίνημα Οικολόγων Περιβαλλοντιστών (ΚΟΠ)), wat betekent: Ecologische en Milieubeweging, afgekort KOP, is een politieke partij in Cyprus, opgericht in oktober 1995. George Perdikes is parlementslid sinds 2001 en sinds oktober 2014 president van de partij. KOP is lid van de Europese Groene Partij.

## Verkiezingsresultaten
- 1996: 3710 stemmen, 1,0%, geen zetel.
- 2001: 8129 stemmen, 2,0%, 1 zetel.
- 2006: 8192 stemmen, 2,0%, 1 zetel.
- 2011: 8960 stemmen, 2,2%, 1 zetel.
- 2016: ...